# Place de Houffalize
Pour les articles homonymes, voir Houffalize.
La place de Houffalize (en néerlandais : Houffalizeplein) est une place bruxelloise de la commune de Schaerbeek, située entre la rue de Jérusalem et la rue Joseph Brand. La rue Herman y aboutit également.
La piscine communale, Le Neptunium, qui lui fait face est située rue de Jérusalem et non place de Houffalize.
La numérotation des habitations va de 1 à 25 dans le sens inverse des aiguilles d'une montre.
La rue porte le nom de la ville ardennaise, Houffalize, à la suite de la solidarité entre les deux communes lors de la Seconde Guerre mondiale. Les deux villes sont jumelées depuis le 17 août 1952. Houffalize possède une rue de Schaerbeek ornée d'une petite statue de Pogge.